# Azaka
Azaka, ou Cousin Azaka, Zaka (kouzen Zaka, en Haïti), est le lwa vaudou de la moisson et de l'agriculture. Son homologue féminin est Kouzin (cousine).

## Description

### Origine du vodou
L'origine de ce Vodoun se trouve au Bénin, ancien Dahomey et précisément à Savalou. Les lieux de cultes et les vestiges existent encore qui l'attestent. C'est un type de Vodoun qui se coiffe souvent d'un chapeau. 
Il s'est développé après la révolution haïtienne quand les esclaves ont pu travailler leurs propres terres. On le dit bon et doux, sans l'aspect petro (en) plus sinistre des autres lwa. Il peut cependant aussi représenter la dureté des laboureurs et la méfiance envers les citadins. Il est fêté le 1er mai, jour du travail.

### Représentation de Zaka
Il est représenté sous la forme d'un paysan travailleur portant une tenue bleue, un chapeau de paille, un foulard rouge et une "macoute" (sac de paille tressée). Son doublet catholique est saint Isidore.  
Kouzin (cousine) est une femme marchande qui est connue pour sa voix forte et ses talents de négociatrice. 
Le lwa «Kouzen Zaka» , est considéré comme «minis» (ministre) et son plat est le «Tchaka»; un «konsomen» de tous les fruits des récoltes. De même, les participants à ce rite portent le bleu indigo en habit traditionnel.  Ils portent aussi des bijoux (chaines, colliers, anneaux) en rubis ou saphir .

### Famille Zaka
Kouzen Zaka est chargé de protéger les champs et d'harmoniser les travaux qui s'y déroulent. Il favorise les récoltes et l'élevage. Dans son djakout, il garde des feuilles et des herbes importants pour traiter des maladies. 
Dans la famille Zaka on trouve des lwa avec des attributs différents:
- "Azaka Médé", loa des récoltes,
- "Azaka-Tonnerre", loa du tonnerre.